# Club sportif Sedan Ardennes
Maillots
Actualités
Le Club sportif Sedan Ardennes, abrégé en CS Sedan, est un club français de football fondé en 1919 et situé à Sedan.
Il connaît son âge d'or dans les années 1950 et 60, lorsqu'il passe dix-sept saisons consécutives dans l'élite. Le club remporte alors deux Coupes de France, en 1956 et 1961.
En 2013, Sedan évoluant alors en Ligue 2, est relégué sportivement puis placé en liquidation judiciaire. Le club quitte le monde professionnel.
En 2023, Sedan évoluant en National 1, est de nouveau placé en liquidation judiciaire puis rétrogradé en Régional 3 Grand Est.
Le club évolue en Régional 1 pour la saison 2025/2026.
L'association est actuellement présidée par Daniel Guérin.

## Histoire

### Les débuts de l'Athlétique Sedan-Torcy (UAST) (1919-1947)

#### Des débuts sans prétentions (1919-1929)
Fondé après la Première Guerre mondiale le 2 novembre 1919 par le professeur de lycée Marcel Schmitt, l'Union Athlétique Sedan-Torcy (UAST) – né de la fusion du Racing Club Sedanais et du Stade Sedanais – commence son 1er championnat départemental le 14 décembre 1919. Le 7 novembre 1919 a lieu la 1re assemblée générale au café Richoux. Les maillots sont à bandes verticales, le vert et rouge les couleurs du club. Le club compte 88 membres à ses débuts. Les statuts sont déposés à la sous-préfecture un an plus tard le 28 mai 1920. Le 1er match est perdu 3 à 2 contre le Stade Ardennais. Il est rapporté que « les débuts sont difficiles car les Sedanais évoluent sur un terrain sans tribune ni gazon (surnommé le Bourrelet) et les affluences rarement supérieures à quelques centaines d'unités ne permettent aucune folie financière ». Un match est par exemple annulé car la voiture qui conduit les joueurs a un accident à Flize. En février 1920, ce sont les inondations qui perturbent le déroulement de la compétition. La 1re saison du club se termine par un trophée, celui du challenge du Petit Parisien. En 1926, le stade du Bourrelet se voit doté de vestiaires et on envisage la construction d'une tribune. Jusque dans les années 1930, l'équipe dispute le championnat départemental. Les clubs phares du département sont alors le FC Braux, l'Union sportive des Deux-Vireux, l'Olympique de Charleville. Le club fait ses débuts en coupe de France en 1921 en gagnant contre La Société Sportive du Parc Pommery (1-0).

#### Premières accessions (1930-1939)
Au terme de la saison 1929-1930, l'équipe obtient la montée en Promotion Marne-Ardennes. En 1932, elle obtient la montée en Division Honneur dans laquelle Sedan va rester 7 saisons jusqu'au début de la guerre. En octobre 1935, le maire Emile Albeau décède, le stade du Bourrelet devient le stade Émile-Albeau. En 1938-39, Sedan se sauve in extremis. Les matchs ont lieu le dimanche après-midi, et donnent souvent lieu à des scores fleuves, c'est l'époque du "hourra football". Le 3 septembre 1939 débute la seconde guerre mondiale. On joue encore au football dans la cité de Turenne, l'UAST arrive à maintenir 2 jeunes équipes qui affrontent des équipes composées de militaires. L'évacuation de la ville organisée par le maire Paul Troller vers la Charente-Maritime interrompt les matchs de football. En 1941, on commence à rejouer au football mais on manque de tout (ballons, équipements). On se démène pour faire revivre le club. En 1943-1944, le championnat des Ardennes reprend. Sedan joue en bleu foncé, Maurice Schmitt a la double casquette entraîneur-joueur. L'équipe s'incline en finale du championnat 2-1 contre Mohon. Avec la remise en place du championnat Marne-Ardennes en 1946, l'UAST y est réintégré mais les résultats sont décevants.

#### Arrivée des Frères Laurant
André Trubert, ex-gardien de but du club (dès la première saison de l'UAST, en 1919-1920), est devenu après la Libération l'homme à tout faire : de la comptabilité au traçage des terrains. Il remplace même, au pied levé, le gardien de but blessé, à l'occasion d'une rencontre de Coupe des Ardennes à Mohon. Par tradition, il quitte toujours le stade le dernier, les maillots sous le bras afin de les laver. En 1946, il propose aux frères Lucien et Maurice Laurant, directeurs des Draperies sedanaises (usine comptant une trentaine de salariés), une carte de membre de l'UAST. Les frères Laurant se montrent généreux. Pour les remercier, André Trubert leur propose d'entrer dans le comité directeur du club. Au début hésitants, ne connaissant rien au football, ils finissent par accepter la proposition.

### L'âge d'or du club (1947-1974)

#### Les draperies sedanaises et les footballeurs ouvriers
Les Frères Laurant prennent en main les destinées du club pour un bail de 28 ans. Lucien Laurant (l’aîné) devient président du club alors que son frère Maurice Laurant (le cadet) est le directeur des Draperies sedanaises. Maurice Laurant s'occupe du recrutement. Trubert reste salarié au club en tant que trésorier. Ils ont la bonne idée de proposer à la fois un emploi dans les Draperies sedanaises et un contrat de joueur pour l'UAST. C'est le début de l'époque des « footballeurs ouvriers ». En 1947, ils nomment pour la 1re fois de l'histoire du club un entraîneur, M. Weinstock, originaire d'Alsace. En 1948, ils recrutent le capitaine et futur entraîneur de l'équipe, Louis Dugauguez, transfuge du Racing Club de Lens où il jouait avant-centre avant la guerre. Il occupe au sein des Draperies sedanaises le rôle de directeur commercial. C'est le bâtisseur du succès sportif des « Sangliers ». Il inculque « la haine de la défaite » à ses joueurs. Il innove en imposant un entraînement physique en début de saison. Les journées commencent également par des footings de 10 km à 6 heures du matin, puis les joueurs prennent le chemin de l'usine. À la fin de la journée de travail, les joueurs vont à l’entraînement,,,,.

#### Ascension fulgurante
Louis Dugauguez amène dans ses valises plusieurs joueurs de Carvin où il était instituteur, notamment François Czekaj, puis Simon Frezack en 1951. Albert Eloy débarque également, il est cousin avec Dugauguez. Dès 1948-1949, Sedan domine largement le championnat départemental battant le FC Braux, club phare du département de l'époque, aisément. Dans la poule d’accession, l'équipe bat Troyes puis Guise. Seul Lille, alors leader de division 1, stoppe Sedan en 32e finale de coupe de France. L'UAST obtient la montée en division d'honneur. Lors de la saison 1949-50, Sedan a l'ambition de monter directement à l'étage supérieur. L'équipe survole la division en marquant 95 buts, gagnant 18 de ses 22 matchs et ne perdant que deux fois. Le club frappe un grand coup en gagnant les deux derbys contre l'Olympique de Charleville, ancien finaliste de la coupe de France en 1936. C'est le 1er exploit des Sedanais. Roman, Pascal, Kusmir, Czekaj, Sereck, Eloy composent l'équipe. Mais c'est surtout cette année 1949 que Sedan réalise ses 1ers coups en coupe de France : Sedan équipe de division d'honneur gagne 4 à 1 contre Nice alors leader de division 1 en 32e de finale de la coupe de France. Ce résultat fait la une des quotidiens nationaux, L'Équipe titre « Sedan balaye la défense de Nice ». En 16e de finale au stade Auguste Delaune de Reims devant 11 000 spectateurs, Sedan élimine l'Arago Orléans (2-1). Toujours à Delaune, Sedan élimine Montreuil (5-2) en 8e de finale. Pour la 1re fois, la mascotte du club fait son apparition sur le terrain. Il ne s'agit pas encore d'un sanglier, mais d'un bulldog nommé Whiski. En quart de finale, Sedan est éliminé par le Stade de Reims (2-0) au stade de la Meinau à Strasbourg.
Sedan avec son maillot bleu, culotte blanche, bas rouges et écusson vert et rouge, enlève le titre de Champion de France amateurs en finissant 1er de son groupe et gagnant la poule finale la saison suivante 1950-1951 avec seulement 2 défaites. En coupe de France, l'équipe se distingue une nouvelle fois en atteignant les huitièmes de finale, ils chutent contre Saint-Étienne à Delaune. Cette année-là, Sedan remporte la coupe de France amateur Trophée France football. En 1951-52, l'équipe défend son titre avec brio et est rapidement leader. En poule de finale, ils échouent à conserver leur couronne. En coupe de France, Sedan est éliminé dans les 32e de finale. Louis Dugauguez devient en 1952 entraîneur olympique de l'équipe de France. En 1952-53, les Sedanais ne parviennent pas non plus à remporter le championnat de France amateur, malgré une 1re place dans leur groupe nord. En poule finale, le club ne gagne aucun match. En coupe de France, Sedan est éliminé par Grenoble en 16e de finale. L'année 1952-53 est marqué par les débuts de Claude Brény qui va établir un record de meilleur buteur avec 172 buts. Max Fulgenzy fait aussi ses débuts (Claude Brény et Max Fulgenzy seront encore parmi les buteurs de l'équipe sedanaise lors de la victoire en Coupe de France de 1961). Gaëtan Chrétien passe ses diplômes d’entraîneur et devient recruteur pour l'équipe. Louis Dugauguez raccroche les crampons pour se consacrer entièrement au coaching de l'équipe.

#### La professionnalisation
Après plusieurs réunions du comité directeur, la décision est prise de passer professionnel pour être admis en Division 2. Sur le plan sportif, l'équipe a le niveau pour jouer à l'étage supérieur, mais ce choix est cependant ardemment discuté car c'est la philosophie même du club qui est remise en question, celle des footballeurs ouvriers qui travaillent à l'usine en même temps qu'ils jouent au football. Les salariés sont d’abord ouvriers avant d'être footballeurs, et le football reste perçu comme un loisir malgré les exploits en championnat et en coupe. Après le changement de statut, les joueurs deviennent semi-professionnels : ils continuent à travailler à l'usine, mais on leur accorde des temps de repos plus importants avant les matchs. Le conseil municipal vote une subvention pour aider le club à se développer. En 1953-54, l'UAST complète son effectif et recrute le gardien Bernard, les frères Oliver, Cuenca, Marcel Pascal pour les joutes de la division 2. Pour son premier match, l'équipe gagne facilement 3 à 1 contre Alès. L'équipe de Sedan est remarquée pour son enthousiasme. Elle est championne d'automne et finit à une belle 5e place. En coupe de France, cette équipe se distingue encore en atteignant pour la première fois les demi-finales. Contre l'Olympique de Marseille, Sedan perd à l'ultime minute de jeu. En 1954-55, Sedan est leader de division 2 dès septembre. Pendant 31 matchs, l'équipe demeure invaincue. Il faut attendre le 13 mars à Valenciennes pour voir Sedan subir sa première défaite de la saison (3-0). Le club est ensuite éliminé dès les 16e de finale de la coupe de France par Lyon. L'UAST est alors reversé en coupe Drago. En quart de finale, Sedan élimine Reims au Parc des Princes (1-0), avant de perdre contre Saint-Étienne. Sedan remporte le championnat de division 2, avec 102 buts inscrits.

#### Des années glorieuses
Le stade Albeau est agrandi afin d'accueillir les matchs de division 1. On y construit la grande tribune. Le club recrute Maryan, Lemasson, Tillon. En 1955-56 le 1er match se termine par un match nul contre Lyon. L'équipe n'est pas épargnée par les pépins physiques : Carpentier, Rozak, Lefbvre et Cuenca sont blessés de longues semaines. Sedan finit 9e de division 1. 1956 marque le 1er trophée du club en coupe de France : Bruay, Épinal, Grenoble, Saint-Étienne, Lyon tombent puis Troyes en finale où Sedan l'emporte 3-1. Dudule le sanglier, mascotte du club, fait le tour du stade avec les joueurs exhibant la coupe. 10 000 Ardennais se sont déplacés à Colombes pour la finale.

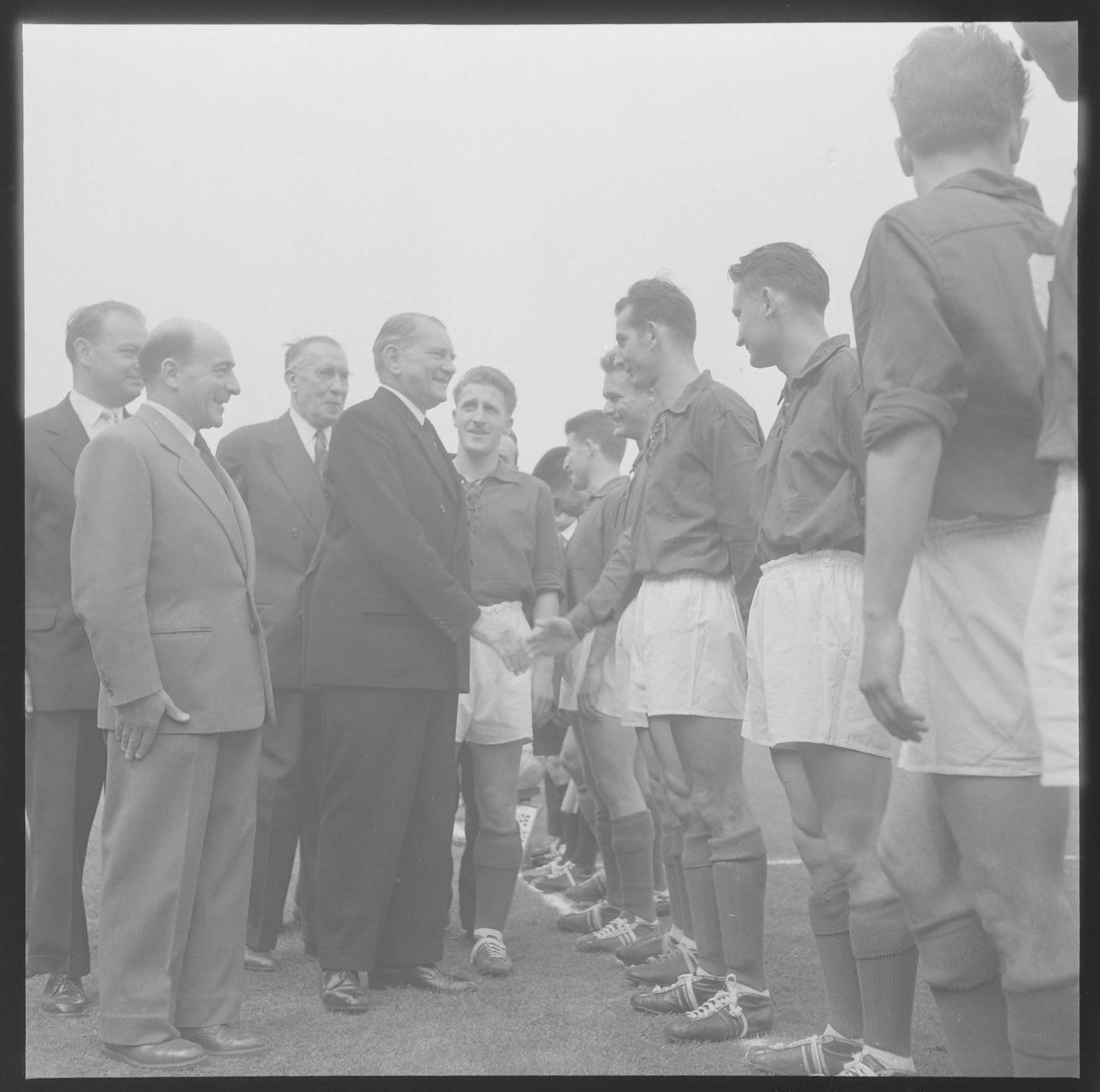
Le président de la République serrant les mains des vainqueurs de la coupe de France

En 1956-57, l'équipe ne change pas mais les résultats ne sont pas au rendez-vous. Une fin de saison bien négociée permet au club de finir 9e. Le club est éliminé de la coupe de France en quart de finale contre Toulouse (3-2 après prolongations). En 1957-58, l'effectif est rajeuni. Pascal, Eloy, Carpentier, Cuenca s'en vont. Zacharie Noah est embauché. Sedan termine à une belle 5e place. En 1958-59, Polak, Rustichelli, Mouchel signent au club. Après avoir bien débuté le championnat, Sedan peine, à la suite du départ de Oliver et Tillon. L'UAST termine 10e. En 1959-60, Sedan termine dans le ventre mou du classement à la 11e place. Entre 1957 et 1960, le club est rapidement éliminé de la coupe de France. 1960-61 est marqué par le décès de André Trubert, un des tout premiers dirigeants sedanais. Sedan participe à l'éphémère Coupe anglo-franco-écossaise, battant le Celtic 6-3 en score cumulé. Il est le seul club français à l'avoir gagnée. Le stade Albeau est équipé de projecteurs pour les matchs en soirée.
1961 est l'année de la deuxième victoire en coupe de France du club : victoire contre Nice sur un but polémique à quelques secondes de la fin du match, victoire contre Bordeaux 1-0 à Colombes. En finale devant presque 40 000 spectateurs à Colombes, les Sedanais affrontent le Nîmes Olympique finaliste en 1958. Fulgenzy ouvre le score (16e), avant que Brény (74e) puis Salem (86e) ne portent le score à 3-0. La réduction de l'écart par Nîmes à la 86e minute ne change rien, Sedan soulève sa deuxième coupe de France sur le même score que la première. Doria la mascotte peut défiler fièrement sur la pelouse. Le club en championnat finit 11e.

#### Des résultats malgré une perte d'identité

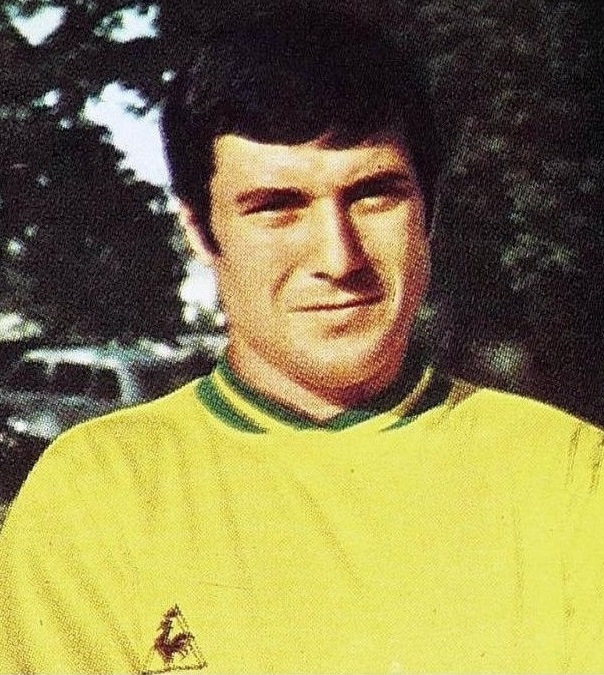
Roger Lemerre triple étoile d’or France Football en 1966, 1968 et 1969.

Grâce à la coupe obtenue en 1961, Sedan participe à la coupe des vainqueurs de coupe (C2) lors de la saison 1961-1962. Le club engage alors plusieurs professionnels (Faustinho du Sporting Clube de Portugal notamment). C'est la fin d'une époque, de l’enthousiasme des footballeurs ouvriers qui faisait la force de Sedan. Les professionnels engagés ont du mal à s'intégrer au milieu des autres joueurs qui travaillent. Ces joueurs n'ont pas l'« esprit Sedan ».
Hélas, l'UAST tombe au tirage sur le futur vainqueur de la coupe, l'Atlético de Madrid, 2-3 à l'aller à Émile Albeau, et 1-4 au retour à Madrid. Sedan est maintenant une équipe reconnue et crainte. En première division, l'équipe se classe 5e à 5 points du champion et rival, le Stade de Reims. En coupe de France, le club est éliminé dès les 16e de finale. Stupeur, le club est à court d'argent et est à deux doigts de fusionner avec Lille. Les Ardennais se mobilisent et une souscription permet de sauver le club. En 1962-63, le club enrôle Roy, Tordo, Herbet, Perrin tandis que Mouchel et Noah quittent le club. Sedan réalise une magnifique saison, champion d'automne, remporte neuf victoires, se mêlant à la course au titre jusqu'au bout pour finalement terminer troisième. La presse ne tarit pas d'éloges sur l'équipe. En coupe de France, Sedan réalise un bon parcours jusqu'en quart de finale, où il tombe face à Lyon (1-0). Les Sedanais avaient les moyens de remporter l'une ou l'autre des compétitions voire les deux, mais l'équipe, physiquement émoussée, n'a pas tenu la distance. Cette saison va laisser des traces. Elle reste malgré cela la saison la plus aboutie du club : Sedan est à son apogée. En 1963-64, Louis Dugauguez démissionne en raison de problèmes cardiaques. Jules Vandooren, l'ancien sélectionneur du Sénégal, le remplace. La relégation est évitée de justesse grâce à une bonne fin de saison. Sedan finit 12e.

#### Retour aux fondamentaux
Les dirigeants s’aperçoivent que l'enthousiasme qui caractérisait l'équipe a disparu. De plus des difficultés financières apparaissent. Le club décide de se séparer de cinq joueurs professionnels : Jacob, Michelin, Roubaud, Salem et Lemasson. Ces joueurs sont remplacés par des jeunes issus du club. Les nouveaux s’appellent : Lemerre, Rastoll, Cardoni, Di Salvio et Marie qui sont encore lycéens. En championnat, cette équipe de « gamins » lutte pour se maintenir. En coupe de France, Sedan bat Audin-le-Tiche (1-0), Amiens (2-1), Sochaux (2-1), Toulon (3-1), puis, en demi-finale, le Stade français à Delaune (4-3). Sedan se retrouve de nouveau en finale de la coupe de France pour la troisième fois de son histoire. Cette fois-ci, c'est au Parc des Princes, pour la première fois de l'histoire de la coupe, que la finale se joue. Les Ardennais affrontent les Bretons de Rennes. Rapidement, Marie et Perrin portent le score à 2-0. Mais après ce premier quart d'heure de folie, les Rennais se ressaisissent et reviennent à 2-2. Le match se poursuit en prolongation. Sedan domine et à la dernière minute, Yves Herbet se fait faucher dans la surface. Michel Kitabdjian, l'arbitre controversé de la rencontre décide de siffler la fin du match. Une erreur d'arbitrage dure à avaler pour les Sedanais qui doivent rejouer la rencontre trois jours plus tard. Et c'est de nouveau par un score 3-1 que le match se termine, mais cette fois-ci c'est Sedan qui s'incline face à Rennes. Sedan ne peut pas s'attarder sur cette défaite cruelle. En effet le club joue son maintien en division 1 trois jours plus tard à Nîmes. Les supporters sont pessimistes. Les « gamins » sont fatigués, et on fait appel aux vétérans pour ce match dont Claude Breny, 33 ans. Sedan s'impose 3-0 (buts de Lemerre, Brény et Roy) et se sauve. En 1965-66, l'UAST termine 9e.

#### Fusion avec le Racing
En 1966-67, après une 1re tentative de fusion avec Lille en 1961, Sedan fusionne avec le Racing Club de Paris qui végète en 2e division et qui aimerait retrouver son lustre d'antan. Le club s'appelle désormais le Racing Club Paris-Sedan. Ce partenariat permet au club de respirer financièrement, la vente des meilleurs joueurs ne suffisant plus. Sedan termine 5e du championnat. En Coupe de France, Sedan est éliminé en huitième de finale par le RC Lens (2-1 a.p.). Le 17 septembre 1967, Louis Dugauguez devient l’entraîneur de l'équipe de France. L'expérience tourne court : critiqué pour ses méthodes jugées trop rigoureuses, il démissionne un an plus tard. En 1969, l'équipe se retrouve en demi-finale de la coupe de France face à Bordeaux. Après un match nul 0-0 au premier match, Sedan est éliminé 3-4 dans un match retour d'une rare intensité. En 1967-68, Sedan se classe 10e en division 1. En 1968-69, le club se classe 5e. En 1969-70, Sedan se classe pour la seconde fois de son histoire 3e.

#### Le déclin
En 1969 a lieu une réforme importante dans le monde du football qui va malheureusement faire chuter le club de football de Sedan : le contrat temps. Les joueurs ne sont plus liés à vie à un club mais pour une durée déterminée. Si bien qu'une fois le contrat terminé, celui-ci est libre de s'engager avec le club de son choix. Le modèle économique imaginé par les Frères Laurant ne peut plus fonctionner. Pour la 1re fois, le conseil général accorde une subvention au club, ce qui n'est pas le cas de la municipalité. Lors de la saison 1970-71, malgré les arrivées d'Andrien et Tripp, Sedan termine dernier de division 1 et descend en division 2 après 17 saisons dans l'élite du football français.
En 1971-72, Sedan vise la remontée immédiate. Versé dans le groupe A avec Mouzon, village des Ardennes, l'équipe finit champion d'automne et champion de division 2 avec 85 buts marqués. En 1972-73, pour son retour dans l'élite, le club fait signer Charrier, Rampant, Osim et sa technique au-dessus du lot pour améliorer l'efficacité de l'équipe en D1. À la mi-saison, l'équipe est relégable. Le club joue son maintien lors de la dernière journée contre Marseille. Roger Wicke inscrit le but du maintien à douze minutes de la fin (0-1). Le club finit 17e. En 1973-74, malgré le futur gardien de l'équipe de France, René Charrier, et Mustapha Dahleb, attaquant, meilleur buteur du club, Sedan finit dernier en ayant encaissé 80 buts cette saison. En coupe de France, le club est éliminé par Nantes en huitième de finale. En juin 1974, Sedan fusionne avec le modeste club des Ardennes de Mouzon et devient Club Sportif Sedan Mouzon Ardennes (CSSMA). Financièrement, cela devient très compliqué. Sedan se fait éliminer aux tirs au but par Valenciennes en huitième de finale de la coupe de France. L'âge d'or du club se termine avec les départs successifs de Louis Dugauguez et des frères Laurant respectivement en 1974 et 1975.
Malgré tout, le club finit la saison 1974-75 à la 4e place de division 2A emmené par Pierre Tordo. Le docteur Tissot et Roger Pierrot assure l'intérim. C'est le début d'une longue attente avant le retour au professionnalisme et à la Ligue 1.

### Les vaches maigres (1975-1997)
Pendant plus de vingt ans le club va se maintenir entre la 2e division et la 3e division grâce à l'abnégation et le courage de dirigeants et joueurs dans un contexte économique qui se dégrade pour le club et la région. Financièrement, le club de Sedan ne s'en sort plus et se voit une nouvelle fois contraint de fusionner avec le club du village ardennais de Mouzon, distant de 18 km. Des tensions apparaissent entre le club et la ville : la mairie de Sedan refuse toute subvention, le département également. Les anciens joueurs se succèdent comme entraîneur (Tordo, Breny, Perrin, Roy) pour essayer de ranimer la flamme. Beaucoup de joueurs du club de cette époque sont nés et ont grandi dans les Ardennes. Les quelques bons jeunes joueurs que révèle le club (Luc Sonor, Alain Polaniok) s'en vont rapidement vers des clubs plus huppés.

#### Perte du statut professionnel
En 1976, Sedan emmené par Claude Breny est relégué en division 3 du groupe A en finissant 16e sur 18 avec 17 défaites en 34 matchs. En 1977, Sedan termine 9e en division 3 Nord alors que le club visait une remontée immédiate. Les joueurs font grève la veille du dernier match de la saison faute de salaires impayés. Roger Pierrot quitte la présidence du club. Il est remplacé par Jacky Nix. celui-di nomme entraîneur Christian Perrin, ancien joueur du club, puis  Yvan Roy et Pierre Tordo, anciens joueurs du club également. Le club abandonne le statut pro obtenu en 1953, met un terme à sa collaboration avec Mouzon et s'appelle désormais le Club Sportif Sedan Ardennes (CSSA). La fin des années 1970 est marquée par de bons parcours en Coupe de France. Les résultats en championnat de division 3 Est s'améliorent à partir de 1980, l'équipe de nouveau entraînée par Pierre Tordo termine 3e en 1982. En 1983, L'équipe retrouve la division 2, huit ans après l'avoir quittée.Le club reste trois ans en division 2 . Ces trois années sont marquées par les derbys avec le Stade de Reims qui joue dans la même division.
En 1985, le conseil fédéral autorise Sedan à reprendre le statut professionnel. En 1986, le CSSA retrouve le championnat de division 3 Est et termine 9e. 1987 marque le départ du Président Jacky Nix et de l’entraîneur Pierre Tordo. Le club est placé en redressement judiciaire et perd son statut professionnel.

#### La présidence Francis Roumy
Pendant deux ans, le président intérimaire Gérard Charroy dirige le club avant que Francis Roumy lui succède en 1989. Il nomme Michel Leflochmoan comme nouvel entraîneur. Au terme de la saison 1990-1991, le CSSA termine champion de la division 3 Est (après une victoire contre Auxerre aux penaltys) et retrouve la deuxième division. Malgré l'euphorie de la montée, le statut professionnel est refusé. Le club obtient son maintien à l'ultime journée en battant Angers à la dernière minute. Sedan termine 15e du groupe A de division 2 en 1992. La saison suivante a lieu la réforme du championnat de division 2 en une seule poule. Pour rester en division 2, il faut alors se maintenir parmi les 11 premiers. Sedan réalise un très bon début de championnat se classant parmi les premiers. Mais le 6 février 1993, Jean-Louis Mazzéo attaquant est victime d'un tacle qui lui casse la jambe alors que l'équipe sedanaise domine, ce qui annihile les espoirs de retrouver la division 1.  Cette saison est également marquée par les derbys avec l'Olympique de Charleville, ville voisine des Ardennes. L'année suivante 1993-1994, le championnat est très serré, l'équipe se maintient in extremis à la 11e place à 3 pts du 1er relégable après une victoire à l’extérieur contre Rouen. Michel Leflochmoan s'en va et Christian Sarramagna le remplace. Le CSSA finit avant-dernier en 1994-1995 et descend en National.

### L'ère Urano (1996-2013)
Pascal Urano entrepreneur de la région découvre le fief de Emile Albeau au cours de la saison 1993-1994 sur invitation du maire Claude Vissac. Il se prend rapidement au jeu, et devient un acteur majeur du club, d'abord actionnaire puis président. Le recrutement de joueurs laissés sur le « carreau » va s'avérer payant et permettre au club de retrouver l'élite et même l'Europe. Puis en 2001, avec de nouvelles installations, le club veut s'appuyer sur la formation de jeunes comme par le passé, mais il faudra attendre 2008 avant de voir les premiers jeunes signer pros avec Ismael Traoré, Damien Tibéri et Staniclas Oliveira. Entretemps, Pascal Urano a essayé de vendre plusieurs fois le club au plus offrant : ce modèle économique ne reposant que sur l'injection personnelle de l'argent du président, il ne peut perdurer et finit par une liquidation du club en 2013.

#### Les«footballeurs chômeurs»(1997-2001)
De retour en Troisième division (championnat de National), Sedan conserve son statut professionnel et ambitionne une remontée immédiate. Les débuts sont laborieux, Christian Sarramagna est démis de ses fonctions, remplacé par Bruno Metsu, ancien joueur et entraîneur de Valenciennes. Troyes et Sedan sont au coude à coude pour la 2e place. Au match retour le CSSA perd 0-2 à Troyes où 1 500 supporters Sedanais avaient fait le déplacement. Sedan termine 4e. À l'intersaison 1996-1997, le club redevenu amateur remodèle complètement son effectif. L'objectif est le maintien. En effet, le championnat de National est réformé pour ne former qu'une seule poule : seuls les 8 premiers resteront en National. Objectif accompli, le club finit 6e.
Le club décide alors de chambouler son effectif une nouvelle fois à l'intersaison 1997-1998 : de nombreux joueurs sur le carreau ne jouant pas dans leur club respectif signent alors au club : Nicolas Sachy (SCO Angers), Cédric Mionnet (RC Lens), Luis Sattora, Pius N'Diefi (Valence), Olivier Quint (Épernay), Pierre Deblock (Amiens SC), Aliou Cissé (LOSC), Alex Di Rocco (ESTAC), Cédric Elzéard (Amiens SC), Bruno Pabois (Dunkerque), Christophe Jouault (Angoulême). Le jour de la reprise de l'entrainement, le club est en sursis : les dirigeants ne savent pas si l'équipe pourra jouer en National. Pascal Urano se porte alors garant auprès de la DNCG et le club est autorisé à jouer en National. Les installations du club sont vétustes et datent des années 1950. Les entraînements ont lieu sur des terrains difficiles et souvent en dehors de Sedan dans des petits villages alentour. Le stade Émile-Albeau tout aussi vétuste mais dont la ferveur des supporters a joué un rôle déterminant dans les résultats obtenus par Sedan à la fin du siècle. L'équipe démarre bien le championnat, battant Créteil sur un pénalty discutable en octobre, le CSSA est leader. L'équipe le reste onze journées avant de perdre contre son dauphin, l'AC Ajaccio qui finira 1er. Après la trêve hivernale, Sedan 2e perd du terrain contre Créteil. À deux journées de la fin, l'équipe perd contre Tours et Créteil loupe l'occasion de passer devant en ratant un penalty à l’ultime minute. Lors de la dernière journée contre Saint-Denis Saint-Leu, le CSSA ne fait pas de détail et s'impose 5-0 devant 8000 supporters en folie : Sedan retrouve la Division 2. Coup de théâtre quelques jours plus tard lorsque la DNCG refuse l’accession au club. Une mobilisation de tous bords s'organise alors : une souscription est lancée pour sauver le club. En appel, le club est autorisé à monter. Nouveau coup de théâtre : Bruno Metsu l’entraîneur s'en va pour des raisons inconnues. Patrick Remy (alors entraîneur à l'AS Beauvais) le remplace.
Les débuts en Division 2 sont difficiles malgré un effectif peu chamboulé. On envisage de faire revenir Bruno Metsu. Finalement l'équipe se ressaisit et réalise une série de 9 victoires consécutives : le CSSA se retrouve bien placé pour monter en ligue 1. En coupe de France, Sedan réalise également un très bon parcours, éliminant Rouen en quart de finale et Le Mans en demi-finale au terme d'un match haletant (4-3). Le 15 mai 1999, en finale de la coupe de France pour la 4e fois de son histoire, le CSSA, soutenu par 25 000 supporters ayant fait le déplacement au Stade de France, sont vaincus par Nantes sur un penalty contestable accordé par l'arbitre Pascal Garibian. Une victoire le dernier match de la saison contre Saint-Étienne (3-0) dans un stade Émile-Albeau en ébullition a permis à Sedan de retrouver la Ligue 1, 25 ans après l'avoir quittée. Patrick Remy reçoit le titre de meilleur entraîneur de Division 2.

#### Retour surprenant au premier plan (1999-2001)
Avec le plus petit budget de la division (60 millions de francs), un effectif qui a connu peu de changement (Eddy Capron, Jean-Louis Montero, Laurent Huard, Oumar Dieng, Patrick Regnault comme recrues), des installations vétustes et un stade hors du temps dans lequel sont montées à la hâte des tribunes provisoires, Sedan est dans l'inconnu au démarrage de saison 1999-2000 sur ses chances de maintien en Division 1. La saison commence au Vélodrome où l'équipe prend une claque 0-3 face à l'OM, favori pour le titre. Une victoire contre Nancy 3-1 puis deux défaites de suite contre Auxerre et Le Havre font craindre le pire. Sedan est déjà au pied du mur lorsque le club est mené 0-2 contre Saint-Étienne à Albeau au bout de seulement quinze minutes de jeu. Survient alors le déclic de la saison où Sedan s'impose au forceps dans les arrêts de jeu 3-2. S'ensuit une victoire 3-0 à Bollaert chez les Lensois.  Le 2 octobre, l'équipe se retrouve en tête du championnat après une nouvelle victoire dans le derby avec Troyes. Sedan gagne contre les gros du championnat (Lyon, Monaco). Le dernier match de la saison oppose Sedan, qui joue pour se qualifier à une coupe européenne, et l'Olympique de Marseille de Bernard Casoni, en très mauvaise posture qui doit au moins prendre un point à Albeau pour ne pas finir en Division 2. Score de parité 2-2 ce qui assure une qualification européenne pour Sedan en terminant 7e et le maintien pour L'Olympique de Marseille, avec le même nombre de points que Nancy mais une meilleure différence de buts.
Au cours de la saison, un nouveau stade de 17 000 places, puis de 23 189 avec la construction de la 4e tribune (qui peut contenir tous les habitants de Sedan), se construit derrière la grande tribune de Emile Albeau ou se trouvait auparavant le crassier. Dans le même temps, on évoque la construction d'un centre où les joueurs pourraient enfin s’entraîner sur des terrains corrects et également former des jeunes pousses. C'est un château abandonné, le Château de Montvillers à Bazeilles, village proche de Sedan qui est choisi,. À la surprise générale, Patrick Remy est démis de ses fonctions. Alex Dupont, l’entraîneur qui a gagné la coupe de la ligue avec Gueugnon, est le nouveau coach des Sangliers. Deblock part à Auxerre. Moussa N'diaye, Salif Diao, Gourville, Frétard, Celdran, Brogno rejoignent « la bande de copains » qui se connaissent maintenant depuis le National. Avec les bons résultats, le grand public découvre les personnalités de cette équipe. Cédric Mionnet ne se prend pas au sérieux dans les interviews qu'il donne, Nicolas Sachy anime une chronique dans Téléfoot. La saison débute par la coupe Intertoto qui permet au nouvel entraîneur de jauger son équipe. Qualification contre une équipe islandaise Leiftur Ólafsfjörður, puis élimination contre Wolfsbourg. La saison 2000-01 commence par une victoire sur la pelouse d'Auxerre (0-1, but de Quint). Le club inaugure son nouveau stade Louis-Dugauguez qui contient 17 000 places lors de l'inauguration contre Rennes le 10 octobre 2000. Sedan l'emporte 2-1, Eddy Capron devient le 1er buteur dans le stade; le match, diffusé en direct à la télévision, a été arrêté quelques minutes à la suite d'une coupure de courant. Durant cette saison, Sedan est un véritable rouleau compresseur, l'équipe est alors à son apogée, victoire contre l'OM 2-0, la victoire 0-3 à Guingamp propulse Sedan en leader de la division 1. La presse salue cette équipe surprenante qui truste le haut du tableau au nez et à la barbe des grosses cylindrées du championnat. Sedan est 2e à la mi-saison. En décembre, le CSSA ne fait qu'une bouchée du PSG (5-1) dans un match mémorable où Pius N'Diefi inscrit un triplé. La fin de saison est marquée par le départ de Michel Berard en tant que directeur sportif. Les résultats sont moins bons, Sedan quitte le podium sur une défaite à Nantes (4-1) en avril, Cédric Mionnet se blesse gravement à la suite d'un tacle de Nicolas Gillet. Finalement, le club finit cinquième et accroche une place qualificative en coupe de l'UEFA, dont il est éliminé dès le 1er tour par le club tchèque de Pribram (0-4, 3-1).

#### Des ambitions de perdurer avec de nouvelles installations (2001-2007)
Le chantier du château de Montvilliers terminé, les joueurs disposent maintenant de meilleures installations pour s’entraîner (terrains, salle de musculation, hammam, restauration). Olivier Quint est transféré vers Nantes. Lors de la saison 2001-02, les Sedanais peinent à retrouver leur niveau de jeu. Alex Dupont est limogé au bout de 5 défaites consécutives et cette défaite en Coupe de l'UEFA, dès le premier tour, contre les Tchèques de Pribam, son adjoint Henri Stambouli le remplace.  L'équipe atteint les demi-finales de la coupe de France 2002 et s'incline face à Bastia. Sedan finit à la 14e place et se maintient en Ligue 1.
Lors de l'exercice 2002-03, le club recrute de nouveaux joueurs et Henri Stambouli fait le choix d'écarter et pousser vers la sortie les cadres historiques. Les résultats sont  décevants, à l'image de la claque reçue à Lyon lors de la 2e journée (1-6). En Coupe de France, Sedan se fait sortir par Martigues. L'entraîneur Henri Stambouli est démis de ses fonctions et remplacé par le Stéphanois Dominique Bathenay en janvier 2003. Malgré quelques résultats encourageants, celui-ci ne parvient pas à redresser le club, qui est relégué en Ligue 2 à la fin de la saison.
Le CSSA a pour ambition de remonter immédiatement. Le club recrute des joueurs en fin de contrat. Sedan connait une première saison de Ligue 2 en dents de scie. Mais le manque de régularité empêche le club de se positionner parmi les prétendants à la montée. En fin de saison 2003-04, Dominique Bathenay est limogé, et remplacé par Serge Romano, ancien bras droit de l'entraîneur de Troyes Alain Perrin,. Le club termine à la 5e place en Ligue 2, mais se qualifie pour une nouvelle finale de coupe de France contre Auxerre. Dans les arrêts de jeu, Bonaventure Kalou donne la victoire aux Bourguignons; Sedan a perdu ses 3 dernières finales de coupe de France (1965, 1999, 2005). La saison 2005-06 démarre plus fort. À la fin d'une saison maîtrisée, Sedan peut être promu en Ligue 1 à la suite de la réception de Valenciennes, mais les joueurs d'Antoine Kombouaré créent la surprise et s'imposent 0-3 à Dugauguez, assurant leur promotion parmi l'élite à la même occasion. Le CSSA doit attendre la victoire sur la pelouse du rival rémois pour officialiser sa montée en Ligue 1 (2-1, doublé de Boutabout). La réception de Guingamp lors de la dernière journée, le 12 mai 2006, reste le record d'affluence au stade Louis-Dugauguez (23 130 spectateurs).
À la suite de son accession, Sedan se sépare de plusieurs joueurs cadres ayant contribué à la montée. En contrepartie, plusieurs recrues défensives  connaissent des blessures importantes. l'ex-Stéphanois Alaeddine Yahia se blesse pendant la coupe du monde 2006 et est indisponible six mois, Jean-Michel Badiane connait le même sort après quelques matchs, Romain Sartre est absent deux mois, et Jérôme Le Moigne pour six mois également. Pour ne rien arranger, Stéphane Noro se blesse gravement au Parc des Princes. Le nombre important de points perdus à domicile vaut à Serge Romano d'être remercié et remplacé par José Pasqualetti le 31 octobre 2006. Avec Pasqualetti, Sedan pratique un jeu plus offensif. Mais, malgré une bonne 2e partie de saison, l'ancien entraîneur d'Ajaccio ne parvient malheureusement pas à faire sortir Sedan de la zone de relégation, et les Vert et Rouge retrouvent la Ligue 2 un an seulement après l'avoir quittée.

#### Six années dans l'antichambre de la Ligue 2 (2007-2013)
Après les départs de plusieurs éléments importants, le CSSA entame une saison de transition et se fait prêter sept joueurs durant la saison 2007-08 (nombre maximal autorisé par la LFP). Le club finit à une flatteuse 4e place lors de cette saison 2007-2008, alors qu'il n'a jamais été en mesure de se mêler à la lutte à la montée. Cette saison est marquée également par le très bon parcours du club ardennais en Coupe de France. En trente-deuxièmes de finale, Sedan réalise l'exploit d'éliminer le 4e actuel de Ligue 1, le Stade Malherbe Caen sur le score de 3-2 avec des buts des jeunes révélations sedanaises Alexandre Bonnet, Moussa Sow et Djamel Abdoun sur pénalty. Les Vert et Rouge de Sedan battent les Canaris en seizième de finale au bout du suspense lors de la séance de tirs au but à la suite d'un score nul et vierge.
En huitièmes de finale, les Sangliers reçoivent le SCO d'Angers – club de ligue 2 – qu'ils battent 2-0 grâce à des buts de Djamel Abdoun sur un magistral coup franc et de Moussa Sow.
En quarts de finale, la tâche s'annonce compliquée pour les Ardennais puisqu'ils se déplacent chez le dauphin de la Ligue 1, les Girondins de Bordeaux. Score nul et vierge au bout des 120 minutes de jeu, les deux équipes ont alors recours à la séance des tirs au but où le gardien sedanais Patrick Regnault s'illustre. Les Sedanais s'imposent 4 à 3 grâce à leur gardien emblématique. Dans le dernier carré de la compétition, en demi-finale, le CSSA se déplace à Gerland chez le leader de la Ligue 1 l'Olympique lyonnais. Lyon l'emporte à la suite d'un coup franc tiré par Juninho Pernambucano.
À l'été 2008, Sedan nomme Landry Chauvin, ancien responsable du centre de formation de Rennes, à la tête de l'équipe première à la place de José Pasqualetti,. Sedan cherche à s'appuyer sur ces jeunes joueurs du centre de formation pour le futur. Il donne sa confiance à des jeunes joueurs. Durant trois ans sous la direction de Chauvin, Sedan aura le plus jeune effectif de Ligue 2. Les 2 premières saisons sont moyennes (9e en 2008-2009, 12e en 2009-2010). Mais lors de la saison 2010-2011, Sedan est impressionnant à domicile : devant son public, il écrase Clermont 4-0, Istres 5-1, Vannes 4-0, et même le futur promu Ajaccio 4-1. En revanche, Sedan peine à l'extérieur et perd des points bêtement. Le club rate la montée de 3 points, ayant pourtant la meilleure différence de buts de la division (+20). Les victoires face à Nantes (3-1) et Metz (3-1) n'y changent rien: le CSSA finit cette saison à la 5e place.
En 2011-2012, le club termine à la quatrième place du championnat de Ligue 2, à cinq points du premier promu, Troyes. Le président Pascal Urano ne souhaite plus injecter son argent personnel dans le club. Lors des phases de mercato, le CSSA se sépare de ses meilleurs éléments afin d'améliorer ses finances. Ainsi Lautoa est vendu au cours de la saison à Lorient,.

#### Liquidation judiciaire (2013)
Privé de ses cadres, le CSSA vit une saison assez chaotique, alignant une équipe composée de jeunes joueurs prometteurs mais trop inexpérimentés pour les joutes de la Ligue 2. Sedan passe toute la saison dans la zone des relégables, terminant logiquement avant-dernier du championnat et se retrouve donc théoriquement relégué en National. Toutefois, compte tenu des finances du club, la Direction nationale du contrôle de gestion décide de reléguer le club ardennais en CFA pour la saison suivante. Faute de possibilité de trouver un repreneur, le club décide de ne pas faire appel de cette décision. Finalement, le 16 juillet 2013, Pascal Urano annonce que le club se retrouve en cessation de paiement avant son audition devant le tribunal de commerce le 18 juillet. Le club est donc placé en redressement judiciaire jusqu'au 3 octobre 2013 dans l'attente d'un éventuel repreneur.

### Désillusions sous la présidence Dubois (2013-2023)
La reprise du CS Sedan Ardennes s’accélère lorsque les frères Gilles et Marc Dubois, originaires de Sedan, relancent de nouveau les négociations pour investir dans le club. Marc Dubois remplace ainsi Pascal Urano en tant que président et son frère Gilles est nommé président délégué. De 2013 à 2017, les frères Dubois mettent les moyens pour remonter les échelons le plus rapidement possible en recrutant des joueurs de niveau supérieur à la division. Les frères Dubois ne voulant pas rester les seuls investisseurs, se mettent en quête de partenaires. Mais l'échec des contacts avec un partenaire saoudien  voit Sedan relégué au 4e échelon, après deux montées successives. À la suite de cette relégation sportive, Marc Dubois intervient de plus en plus dans les choix sportifs. En désaccord, Gilles Dubois décide de partir en 2017. À partir de là, une succession de projets en vue de pérenniser le club se succédent sans jamais se concrétiser. Marc Dubois continue de financer le club à distance via son Groupe Aplus dont ses enfants sont les principaux actionnaires. Ils parviennent à faire remonter le club en National 1 après 3 saisons. En 2023, après avoir mis plus de 14 millions dans ce club, les enfants de Marc Dubois disent stop et la présidence Dubois se termine par une nouvelle liquidation judicaire,,.

#### Contact avancé avec un prince saoudien (2013-2017)
L'équipe première est confiée à Farid Fouzari, joueur du club au cours des années 1980 mais aussi longtemps entraîneur adjoint. Le 24 mai 2014, c'est au Stade Auguste-Delaune que Sedan obtient sa montée en CFA par le biais des meilleurs deuxièmes, après avoir battu la réserve rémoise 3-2, la reléguant en DH. En 2014-2015, Sedan, parfois surnommé « le PSG du CFA » au vu de ses moyens, entame sa saison par huit victoires consécutives.  Sedan termine 1er avec un total de 105 points. En parallèle, les présidents Dubois ne voulant pas rester les seuls investisseurs, multiplient les contacts pour renforcer le capital, en particulier avec des familles princières d'Arabie saoudite,,, leur proposant un projet plus large que le sport, comprenant des volets formation, santé, tourisme et réseau d'affaires.
Après deux montées consécutives, Sedan connaît un mercato agité avec plusieurs départs de joueurs cadres et des membres importants de l'encadrement (Teddy Pellerin, Jean-Claude Médot, Olivier Miannay). Malgré un objectif de remontée en Ligue 2, le club souhaite réduire la voilure, en particulier en ce qui concerne les salaires des joueurs. Le 23 janvier 2016, le prince Fahd est présenté lors d'une conférence de presse détaillant le projet ambitieux englobant le CSSA : l'affaire semble alors conclue. À la suite de cette annonce, l'ancien défenseur dans les années 1960, Roger Lemerre, devient le nouvel entraîneur. Sedan termine 12e, à seulement quatre points de la zone de relégation. Le bilan de Roger Lemerre est à peine meilleur que son prédécesseur Farid Fouzari (6v, 6n, 6d). Le club est mis alors en délibéré par la DNCG : le partenariat avec le prince saoudien s’avère être un échec et les contacts sont rompus. Roger Lemerre jette l'éponge. Les frères Dubois hésitent à poursuivre l'aventure, ayant déjà beaucoup investi. Marc Dubois met finalement la main au portefeuille pour combler un déficit estimé à 945 000 euros.

#### Un club piloté à distance (2017-2023)
Colbert Marlot est finalement nommé nouvel entraîneur du club. Le recrutement est réalisé en catastrophe par Pierre M'Bappé. Sedan démarre son championnat avec quinze joueurs et sans préparation physique. Sedan pointe à la dernière place du championnat, les résultats sont catastrophiques. Afin d'éviter la relégation, des changements en profondeur ont lieu au mercato hivernal : Colbert Marlot est remplacé par Nicolas Usaï comme entraîneur et onze joueurs sont recrutés dont Nadir Belhadj. Le recrutement est effectué par Julien Fernandes revenu au club. Sedan sort de la zone de relégation à deux journées de la fin du championnat après avoir compté jusqu’à treize points de retard sur le 1er non relégable : l'espoir renaît. Mais finalement, au stade Louis-Dugauguez, Sedan perd le dernier match contre Avranches (1-4) et est relégué à l'étage inférieur,.
Marc Dubois crée un comité directeur familial où les décisions importantes sont prises depuis Saint-Raphaël où se situe le siège de son groupe. Son frère, Gilles Dubois, en désaccord décide de se retirer,. Les Sedanais terminent deuxième du groupe C de leur championnat marqué par un nombre important de reports de matchs. Le coach Nicolas Usai décide de ne pas prolonger.
Sébastien Tambouret, ex-entraîneur des U19 prend en main l'équipe première avec comme objectif sur 2 ans la montée en National 1. La 1re année, le club ardennais finit troisième de son groupe de National 2. Sedan réunit 9000 spectateurs dans son stade le soir du centenaire du club célébrée le 14 septembre contre Sainte-Geneviève (1-0). Lors de la trêve hivernale de 2019, Sedan est leader du championnat avec 41 points après une incroyable série de 13 victoires sans prendre le moindre but. La montée en National devient alors un objectif réaliste. Malheureusement, la remontée au classement du SC Bastia et l’arrêt du championnat prématurément pour cause de crise sanitaire auront raison de tout espoir d’accession à l’échelon supérieur. Avec 5 points d’avance sur les Ardennais, le 16 avril 2020, après décision du COMEX de la FFF, le Sporting est promu en National 1 pour la saison suivante en tant que leader du Groupe A. Sébastien Tambouret n'est pas reconduit à la suite de l'échec de la montée et quitte le club.
Le projet avec la start-up Innovhealth mêlant hôtellerie, santé et sport échoue. Le président annonce une nouvelle collaboration avec le cabinet digital Adjan dans le but de trouver de nouveaux partenariats. Gilles Dubois critique la gouvernance à distance de son frère. Marc Dubois lui répond par un communiqué officiel du club, qui fait l'objet de railleries sur les réseaux sociaux. Marc Dubois assigne son frère en justice pour diffamation. Le club arbore un nouveau logo qui ne fait pas l'unanimité non plus.
Grégory Poirier prend les rênes de l'équipe pour la saison 2020/2021.Le championnat est officiellement suspendu le 29 octobre 2020 avec l'annonce d'un 2e confinement. En décembre, le club licencie l'entraineur Grégory Poirier pour des raisons extra-sportifs et nomme Olivier Saragaglia comme nouveau coach, en début d'année 2021. Le club se qualifie en 1/8e de finale de la Coupe de France une première depuis 12 ans. Sedan s'incline finalement 1-0 contre Angers Sporting Club de l'Ouest. À l'issue de la saison 2020-2021, la Fédération Française de football décide de promouvoir administrativement le club de Sedan en National 1 grâce à ces résultats sur l'exercice 2019-2020.
Sedan se retrouve propulsé en National 1 avec une équipe bâtie pour jouer à l'échelon en dessous. En effet, le recrutement a été effectué avant la décision de la Fédération Française. Sedan crée cependant la surprise et finit à une belle 8e place. Le CSSA entame sa 2e saison à ce niveau dans un championnat qui verra 6 équipes descendre. Le club dévoile un nouveau logo, créé cette fois-ci en concertation  avec les supporters. Sedan occupe la dernière place pendant 8 journées avant de progressivement relever la tête. Les résultats s'améliorent malgré une pelouse du stade Louis Dugauguez décriée, la communauté d'agglomération et le club se rejetant mutuellement la faute.
Mais, à la suite de ces problèmes financiers, le club pourtant classé 7e de National la saison 2022-2023, est d'abord rétrogradé administrativement en National 2 par la DNCG. Le club fait appel mais est ensuite exclu des championnats nationaux le 4 juillet 2023,. 
Saisis par le club, le CNOSF émet un avis favorable au maintien du CS Sedan Ardennes en National , mais le Comité exécutif (Comex) de la Fédération Française de Football décide le 3 août 2023 de ne pas suivre la proposition de conciliation du CNOSF, confirmant la rétrogradation du club en Régional 1 . À la suite de l'infirmation de la conciliation du CNOSF par le Comex de la FFF, le club saisit le Tribunal Administratif des Sports et suspend son exclusion des championnats nationaux par un recours en référé. Le Tribunal Administratif des Sports rend son verdict final le 8 août 2023 en rejetant le recours du club, ce qui confirme l'exclusion des championnats nationaux pour la saison 2023-2024.
Le club dépose le bilan le 24 août 2023 auprès du tribunal de commerce de Sedan. Il repart en Régional 3 (huitième division) à compter de la saison 2023-2024.

### Un club en reconstruction (2024-)

#### Un redémarrage au plus bas niveau régional
L’équipe réserve qui évoluait jusqu’alors en Régional 1 devient l’équipe première, condamnée à redémarrer en Régional 3. Daniel Guérin, président jusque là de l'association se retrouve en 1re ligne. Il nomme Amadou Kaba, qui entrainait la réserve, entraîneur de l’équipe première.
L'autre conséquence de cette liquidation est la perte du centre de vie de Montvilliers, appartenant à Marc Dubois. Les matchs ont eux, toujours lieux à Dugauguez. Malgré cette rétrogradation, le club peut compter sur ses fidèles supporters qui continuent de se déplacer en nombre pour voir les matchs. Au cours de la saison, des tractations ont lieu entre dirigeants et politiques pour un projet de fusion des clubs de Sedan, Prix Les Mézières (N3) et l'Olympique de Charleville pour créer un grand club Ardennais. Les supporters sont partagés. Au terme d'une saison réussie, le CSSA obtient finalement sa montée pour la régionale 2 le 4 mai 2024 en étant invaincu.
Le 6 mai 2024 lors d’une conférence de presse, à la surprise générale, l'ancien préparateur physique Teddy Pellerin annonce son retour au club en tant que manager général avec un projet " local " de retrouver la National 2 en 4 ans.  Pour soutenir cette ambition, il a réussi à convaincre Kalidou Koulibaly, footballeur international sénégalais de s’engager en tant qu’investisseur principal. Ce rapprochement a été rendu possible par les liens historiques et durables entre le CS Sedan Ardennes et le football sénégalais. Plusieurs figures ayant en effet évolué dans les deux environnements notamment Bruno Metsu, Aliou Cissé, Teddy Pellerin...
Le projet de fusion est alors abandonné. La mairie, quant à elle, a annonce un projet de terrains d'entrainements synthétiques pour le club pour septembre 2025 en lieu et place de l'ancien stade Emile Albeau. Un équipement devenue une nécessité depuis la perte du domaine de Montvillers.
Emmené par la nouvelle entraîneuse Elise Bussaglia, footballeuse internationale originaire de Sedan, le club obtient aisément sa montée en Régionale 1 lors de la saison 2024-2025, ne concédant qu’une seule défaite, liée à un problème administratif . Durant l’intersaison, plusieurs annonces viennent confirmer les ambitions du club et sa volonté de se structurer de manière plus professionnelle. Olivier Perrin, acteur majeur du renouveau du FC Metz, est nommé directeur sportif. Une pelouse synthétique est installée au stade Louis-Dugauguez afin de réduire les coûts d’entretien et de permettre au club de s’y entraîner tout au long de l’année.

## Palmarès
| Compétitions nationales | Compétitions internationales |
| - Coupe de France (2) - Vainqueur : 1956 et 1961 - Finaliste : 1965, 1999 et 2005 - Challenge des champions (1) - Vainqueur : 1956 - Finaliste : 1961 - Coupe Charles Drago - Finaliste : 1955 et 1963 - Championnat de France - Meilleure performance : 3e en 1963 et 1970 - Championnat de France D2 (1) - Champion : 1955 - Vice-champion : 1972, 1999 et 2006 - Championnat de France D3 (1) - Champion : 1991 - Championnat de France amateurs (1935-1971) (1) - Champion : 1951 - Vainqueur de groupe : 1952 et 1953 - Championnat de France D4 (1) - Champion : 2015 | - Coupe des vainqueurs de coupe (C2) - Meilleure performance : 16e de finale en 1962 - Coupe de l'UEFA (C3) - Meilleure performance : 1er tour en 2002 - International Football Cup - Meilleure performance : groupe de qualification en 1964 - Coupe Intertoto - Meilleure performance : 3e tour en 2000 - Coupe des villes de foires - Meilleure performance : 32e de finale en 1971 |
| Compétitions de jeunes | Compétitions régionales |
| - Coupe Gambardella - Finaliste : 2013 | - Championnat de Division d'Honneur (1) - Champion : 1950 |

### Trophées et distinctions
| Officiels                                                                                            | UNFP                                                                       |
| Championnat de France de Ligue 2 - Championnat de France des tribunes - Deuxième : 2011 (134 points) | Championnat de France de Ligue 2 - Meilleur gardien - 2011 : Benoît Costil |
| Championnat de France de Ligue 2 - Championnat de France des tribunes - Deuxième : 2011 (134 points) | France football                                                            |
| Championnat de France de Ligue 2 - Championnat de France des tribunes - Deuxième : 2011 (134 points) | - Meilleur entraîneur français - 2000 : Alex Dupont                        |

### Records
- 32 matchs consécutifs sans défaite lors de la saison 1954-1955 de deuxième division[110].

## Image et identité

### Couleurs
Les couleurs du club sont le vert et le rouge. Elles font référence au slogan : « le vert de ma forêt, le rouge de mon sang ».
La tenue principale se compose d'un maillot vert et d'un short rouge, qu'on remplace parfois par un short noir, accompagnés de chaussettes vertes.

### Mascottes
- Comme le département des Ardennes, le CSSA a pour emblème un sanglier, en référence à cet animal qui peuple les forêts du massif[1]. Lors des grandes occasions comme en coupe de France, le club en montre un au public. La mascotte fait alors plusieurs tours de terrain avant la rencontre.
- Le sanglier Dudule est la première mascotte du football français à parader avec les joueurs lors de victoire en coupe de France en 1956.
- Les sangliers ayant participé aux finales de coupe de France sont Dudule (1956), Dora (1961 et 1965) et Césarine (1999 et 2005). Césarine, mascotte du club depuis 1999 est morte le 31 mars 2015 à la ferme de Frahan en Belgique [111].

### Logos

Logo de 1919 à 1970
Logo de 1970 à 1982
Logo de 1982 à 2001
Logo de 2001 à 2018
Logo lors du centenaire du club (2018-2020)
Logo de 2020 à 2022
Logo depuis 2022

### Maillots du club

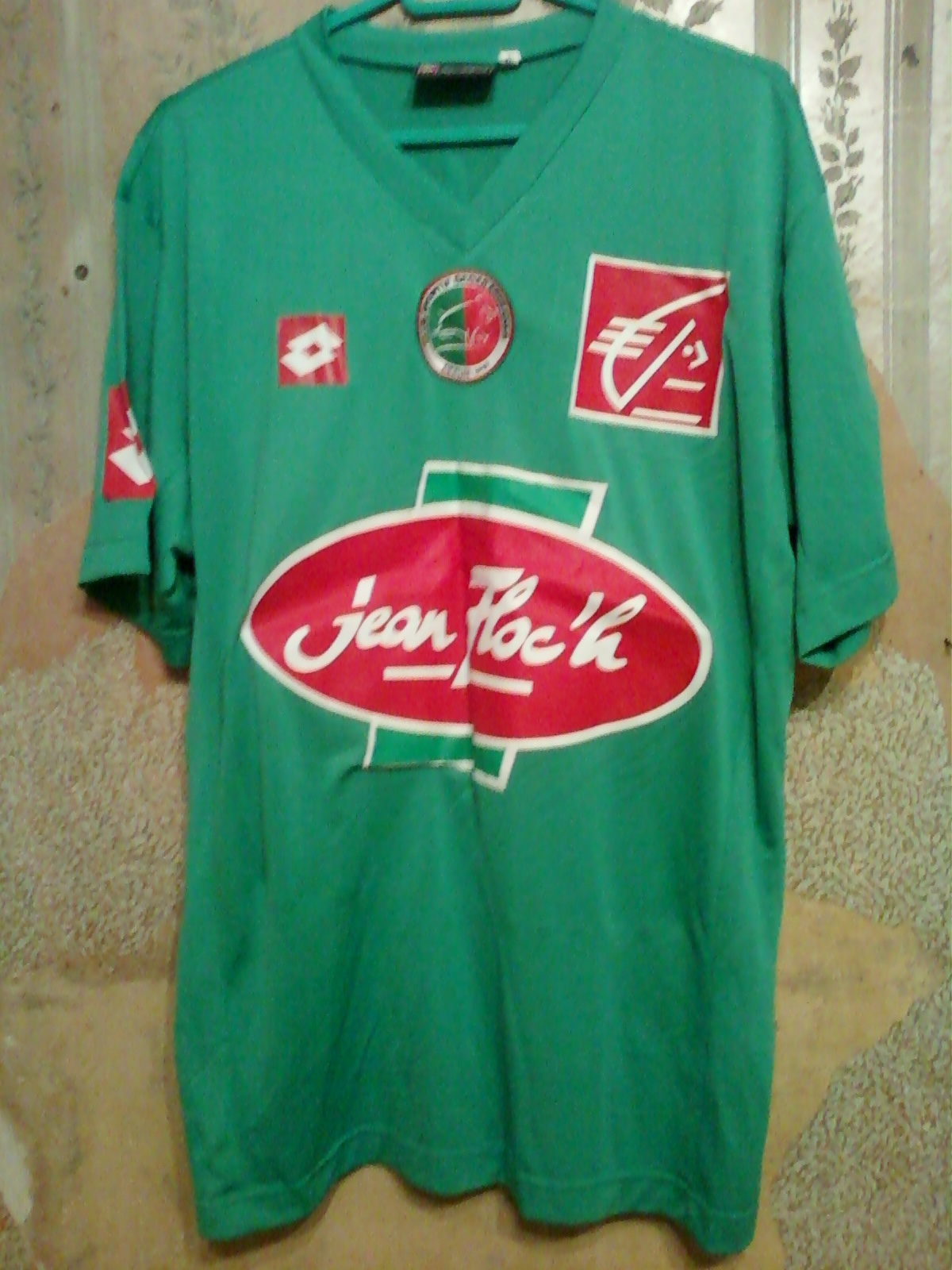
Le maillot domicile du club durant la saison 2003-2004.
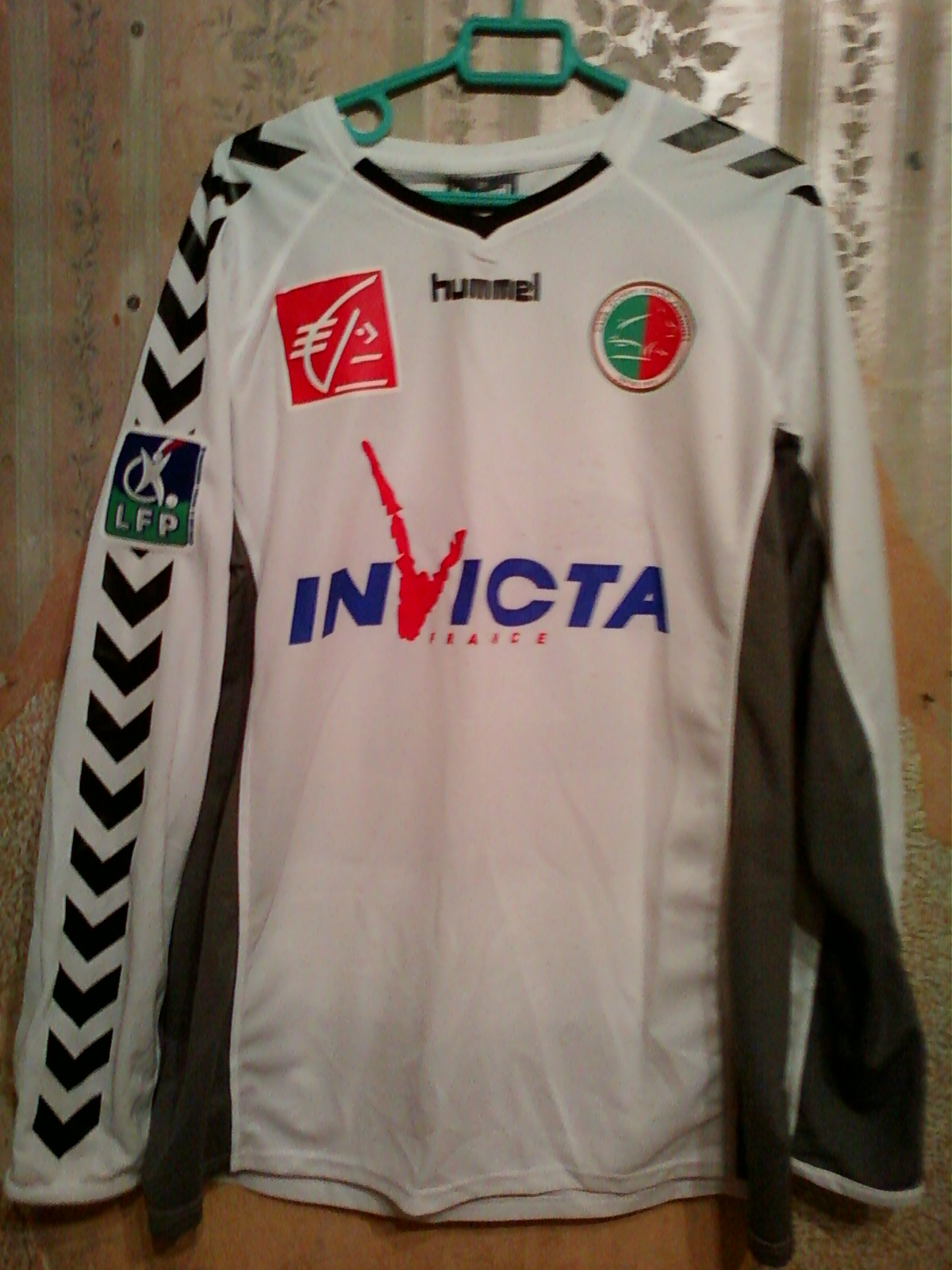
Le maillot extérieur du club durant la saison 2005-2006.

## Joueurs et personnages du club

### Anciens joueurs
- Le numéro 29 a été retiré en mémoire de David di Tommaso après son décès le 29 novembre 2005 à De Meern (Pays-Bas) des suites d'un arrêt cardio-circulatoire. David jouait alors au FC Utrecht depuis le mercato d'été 2004, il participa à 54 rencontres et inscrivit un but.

### Les internationaux
Neuf Sedanais ont joué en équipe de France.
| Cl    | Nom               | Poste     | Début             | Fin           | à Sedan | Total |
| ----- | ----------------- | --------- | ----------------- | ------------- | ------- | ----- |
| 1     | Yves Herbet       | milieu    | 3 juin 1965       | 24 avril 1968 | 11      | 16    |
| 2     | Maryan Synakowski | défenseur | 12 novembre 1961  | 28 avril 1963 | 11      | 13    |
| 3     | Pierre Michelin   | défenseur | 29 septembre 1963 | 25 avril 1964 | 5       | 5     |
| 4     | Roger Lemerre     | milieu    | 25 septembre 1968 | 30 avril 1969 | 4       | 6     |
| 5     | Pierre Bernard    | gardien   | 11 décembre 1960  | 2 avril 1961  | 3       | 21    |
| 6     | José Broissart    | milieu    | 30 avril 1969     |               | 1       | 10    |
| 7     | Daniel Carpentier | défenseur | 30 mai 1954       |               | 1       | 1     |
| 8     | Maxime Fulgenzy   | attaquant | 12 novembre 1961  |               | 1       | 1     |
| 9     | Michel Watteau    | attaquant | 26 novembre 1966  |               | 1       | 1     |
| Total | 9 internationaux  |           |                   |               | 38      | 74    |

### Dirigeants
| Présidents     | Présidents | Présidents      | Entraîneurs                | Entraîneurs    | Entraîneurs    | Faits marquants |
| Nom            | Début      | Fin             | Nom                        | Début          | Fin            | Faits marquants |
| -------------- | ---------- | --------------- | -------------------------- | -------------- | -------------- | --- |
|                | 1919       | 1946            |                            |                |                | |
| Quentin Pinard | 1946       | 1947            | M Weinstock                | 1946           | 1948?          | |
| Lucien Laurant | 1947       | 1975            | Louis Dugauguez            | juillet 1948   | juin 1963      | 2 coupes de France 1 championnat de D2 Troisième de D1 |
| Lucien Laurant | 1947       | 1975            | Jules Vandooren            | juillet 1963   | mars 1964      | |
| Lucien Laurant | 1947       | 1975            | Louis Dugauguez            | avril 1964     | juin 1974      | Finale de coupe de France Troisième de D1 |
| Lucien Laurant | 1947       | 1975            | Pierre Tordo               | juillet 1974   | juin 1975      | |
| Roger Pierrot  | 1975       | 1977            | Claude Brény               | juillet 1975   | juin 1976      | Relégation en D3 |
| Jacky Nix      | 1977       | 1986            | Christian Perrin           | juillet 1976   | juin 1978      | |
| Jacky Nix      | 1977       | 1986            | Yvan Roy                   | juillet 1978   | juin 1980      | |
| Jacky Nix      | 1977       | 1986            | Pierre Tordo               | juillet 1980   | août 1987      | |
| Francis Roumy  | 1989       | 1999            | Michel Leflochmoan         | août 1987      | juillet 1994   | 1 championnat de D3 |
| Pascal Urano   | 1994       | 2013            | Christian Sarramagna       | août 1994      | avril 1995     | Relégation en D3 |
| Pascal Urano   | 1994       | 2013            | Bruno Metsu                | mai 1995       | juin 1998      | Promotion en D2 |
| Pascal Urano   | 1994       | 2013            | Patrick Remy,              | juillet 1998   | juin 2000      | Finale de coupe de France Promotion en D1 |
| Pascal Urano   | 1994       | 2013            | Alex Dupont                | juillet 2000   | août 2001      | Cinquième de D1 |
| Pascal Urano   | 1994       | 2013            | Henri Stambouli            | septembre 2001 | décembre 2002  | Relégation en Ligue 2 |
| Pascal Urano   | 1994       | 2013            | Dominique Bathenay         | janvier 2003   | mars 2004      | Relégation en Ligue 2 |
| Pascal Urano   | 1994       | 2013            | Serge Romano               | avril 2004     | septembre 2006 | Finale de coupe de France Promotion en Ligue 1 |
| Pascal Urano   | 1994       | 2013            | José Pasqualetti           | octobre 2006   | mai 2008       | Relégation en Ligue 2 |
| Pascal Urano   | 1994       | 2013            | Landry Chauvin             | mai 2008       | mai 2011       | Échec de la montée en Ligue 1 |
| Pascal Urano   | 1994       | 2013            | Laurent Guyot              | mai 2011       | mai 2013       | Relégation sportive en National et rétrogradation administrative en CFA2                                                                                       |
| Marc Dubois    | 2013       | 2023            | Farid Fouzari              | Aout 2013      | Novembre 2015  | Montée en CFA, Montée en National |
| Marc Dubois    | 2013       | 2023            | David Le Goff / Régis Roch | Novembre 2015  | Janvier 2016   | Interimaires |
| Marc Dubois    | 2013       | 2023            | Roger Lemerre              | Janvier 2016   | Juin 2016      | Maintien en National |
| Marc Dubois    | 2013       | 2023            | Colbert Marlot             | Juillet 2016   | Novembre 2016  | Position de relégable en National |
| Marc Dubois    | 2013       | 2023            | Nicolas Usaï               | Décembre 2016  | Juin 2018      | Échec maintien en National 1 Échec remontée en National 1 |
| Marc Dubois    | 2013       | 2023            | Sébastien Tambouret        | Juillet 2018   | Juin 2020      | Échec remontée en National 1 |
| Marc Dubois    | 2013       | 2023            | Grégory Poirier            | Juillet 2020   | Décembre 2020  | Échec remontée en National 1 |
| Marc Dubois    | 2013       | 2023            | Olivier Saragaglia         | Janvier 2021   | Juillet 2023   | Promotion administrative en juillet 2021 en National 1 Maintien en National 1 Rétrogradation administrative en R3 à la suite du dépôt de bilan en juillet 2023 |
| Daniel Guerin  | 2023       |                 | Amadou Kaba                | Août 2023      | Juillet 2024   | Montée en R2 |
| Daniel Guerin  | 2023       | Élise Bussaglia | Juillet 2024               |                | Montée en R1   | |